# Колунић
Колунић је насељено мјесто у Босни и Херцеговини, у општини Босански Петровац, које административно припада Федерацији Босне и Херцеговине. Према подацима пописа из 2013. године, у насељу је живјело 232 становника.

## Географија
Колунић се налази јужно од Босанског Петровца.

## Историја
Највећи дио писаних историјских извора, везаних за средњовјековну жупу Псет, која се простирала на подручју данашње територије општине Босански Петровац, везан је за Колунић. Према спису црквеног сабора у Сплиту из 1185. године жупа Псет је припадала у црквеном погледу книнској бискупији. Први познати жупан који је управљао жупом Псет у краљево име био је неки Дионизије који се спомиње у једном спису из 1266. године. Према разним, углавном судским, документима из 14. и 15. стољећа познато је неколико племениташких родова који су имали своје посједе у жупи Псет, а били су из племена Колунић. Није познато да ли је у тој жупи било само племе Колунића или више других племена. У племену Колунић било је више задруга или хижа — породица. Из 15. стољећа, поред 11 познатих кућа, најпознатија је задруга или хижа Мишљеновића од Колунића, чији је предак познат из једне повеље 1325. године. Имали су посједе у Великом и Малом Очијеву (данас села близу Мартин Брода уз пут за Дрвар). Други познати племениташки род (хижа) у 15. стољећу у жупи Псет били су Перушићи из села Билића. Трећи познати род били су Оршићи из Дринића (на југу жупе Псет). Наведене најпознатије породице из племена Колунића, као као и друге, мање познате, почеле пресељавати са својих посједа у Псету даље на запад и сјевер, по паду Босне под османску власт 1463. године, а све јача пресељења услиједила су иза Крбавске битке 1495. године. Неке породице су задржале родовска имена а неке су се у новом завичају звале племенским именом Колунић. Такав један је и Мартин Рота Колунић, познати сликар из 16. стољећа, рођен у Шибенику.
О животу из тих времена свједоче остаци средњовјековне цркве Св. Ђурђа (Панађур) коју неки датирају у 14. вијек, а неки историчари можда и у 12. Са свих страна цркве налази се некропола са стећцима у облику углавном већих плоча. Археолошко подручје са остацима средњовјековне цркве и некрополом са стећцима на локалитету Црквина у Колунићу, проглашено је 2007. националним спомеником Босне и Херцеговине.

### Други свјетски рат
Покољи Срба у овом срезу почели су 26. јула 1941. убиством 10 мештана села Колунић. Од 29. до 31. јула 1941. усташе су живљем из околних села напуниле школу у Петровцу. Сви су побијени рафалима из митраљеза. После масакра усташе су школу запалиле.

## Становништво
| Националност       | 2013. | 1991. | 1981. | 1971. | 1961. |
| Срби               | 227   | 500   | 455   | 661   | 809   |
| Југословени        | –     | 7     | 109   | 2     |       |
| Хрвати             | 2     | 2     |       | 9     | 16    |
| Муслимани          | 1     | 11    | 5     |       |       |
| Црногорци          |       |       |       | 1     | 2     |
| остали и непознато | 2     | 1     | 10    | 5     | 1     |
| Укупно             | 232   | 521   | 579   | 678   | 828   |

| Демографија (Колонић) (Колонић) (Колонић) | Демографија (Колонић) (Колонић) (Колонић) | Демографија (Колонић) (Колонић) (Колонић) |
| Година                                    | Становника                                | Становника                                |
| ----------------------------------------- | ----------------------------------------- | ----------------------------------------- |
| 1961.                                     | 828                                       |                                           |
| 1971.                                     | 678                                       |                                           |
| 1981.                                     | 579                                       |                                           |
| 1991.                                     | 521                                       |                                           |
| 2013.                                     | 232                                       |                                           |

Једна од најстаријих породица из Колунића је породица Мирковић.

## Знамените личности
- Јово Латиновић, српски стогодишњак.
- Лазар Латиновић, шпански борац.
- Мишо Марић, пјесник.
- Петар Мирковић, познати учитељ и књижевник.[3]
- Милица Ракић, жртва НАТО-агресије, отац из Колунића.
- Мане Роквић, командант Динарске четничке дивизије.
- Маринко Роквић, српски пјевач.
- Марко Роквић, српски пјевач, син Маринка Роквића.
- Никола Роквић, српски пјевач, син Маринка Роквића.
- Момчило Мирковић (1925—1996), учесник Народноослободилачке борбе и потпуковник ЈНА